# Dušan Makavejev
Dušan Makavejev (Belgrado, 13 de outubro de 1932 - Belgrado, 25 de janeiro de 2019) foi um cineasta e crítico de cinema sérvio.
Estudou Filosofia e Cinema em sua cidade natal. Foi crítico de cinema entre 1956 e 1964, quando passou a rodar alguns filmes experimentais e o seu primeiro longa O Homem Não É um Pássaro. Com seu filme seguinte, Um Caso de Amor ou O Drama da Funcionária do CET, concebeu uma história de amor e erotismo para debochar dos rígidos valores morais impostos em regimes socialistas.
Perdeu a cidadania iugoslava depois de se aliar aos ensinamentos do austríaco Wilhelm Reich, no filme W.R. - Mistérios do Organismo. Rodou Sweet Movie no Canadá.
Makavejev criticou ferrenhamente a globalização com sua posição anárquica às críticas político-sociais dos sistemas de direção econômica.
Makevejev fez algumas curtas, entre elas:
- Jatgan mala (1953)
- Pečat (1955)
- Antonijevo razbijeno ogledalo (1957)
- Spomenicima ne treba verovati (1958)
- Osmjeh '61 (1961)
- Eci peci pec (1961)
- Parada (1962)
- Nova domaća životinja (1964)